# Râșca (Suceava megye)
Râșca település Romániában, Moldvában, Suceava megyében.

## Fekvése
A DN 15B út közelében, Bogdănești mellett fekvő település.

## Leírása
A település híres népviseletéről, melyben az egykori szabad parasztok ruházatának hagyománya él tovább.
Râșca környéke erdőkben gazdag. Ezen a vidéken több állat és növénykülönlegesség is megtalálható.
Az erdők növénykülönlegességei közül legjelentősebb a vörösfenyő, míg a vadállatok közül megtalálható itt a hiúz, mely védett állat.

### A râșcai kolostor

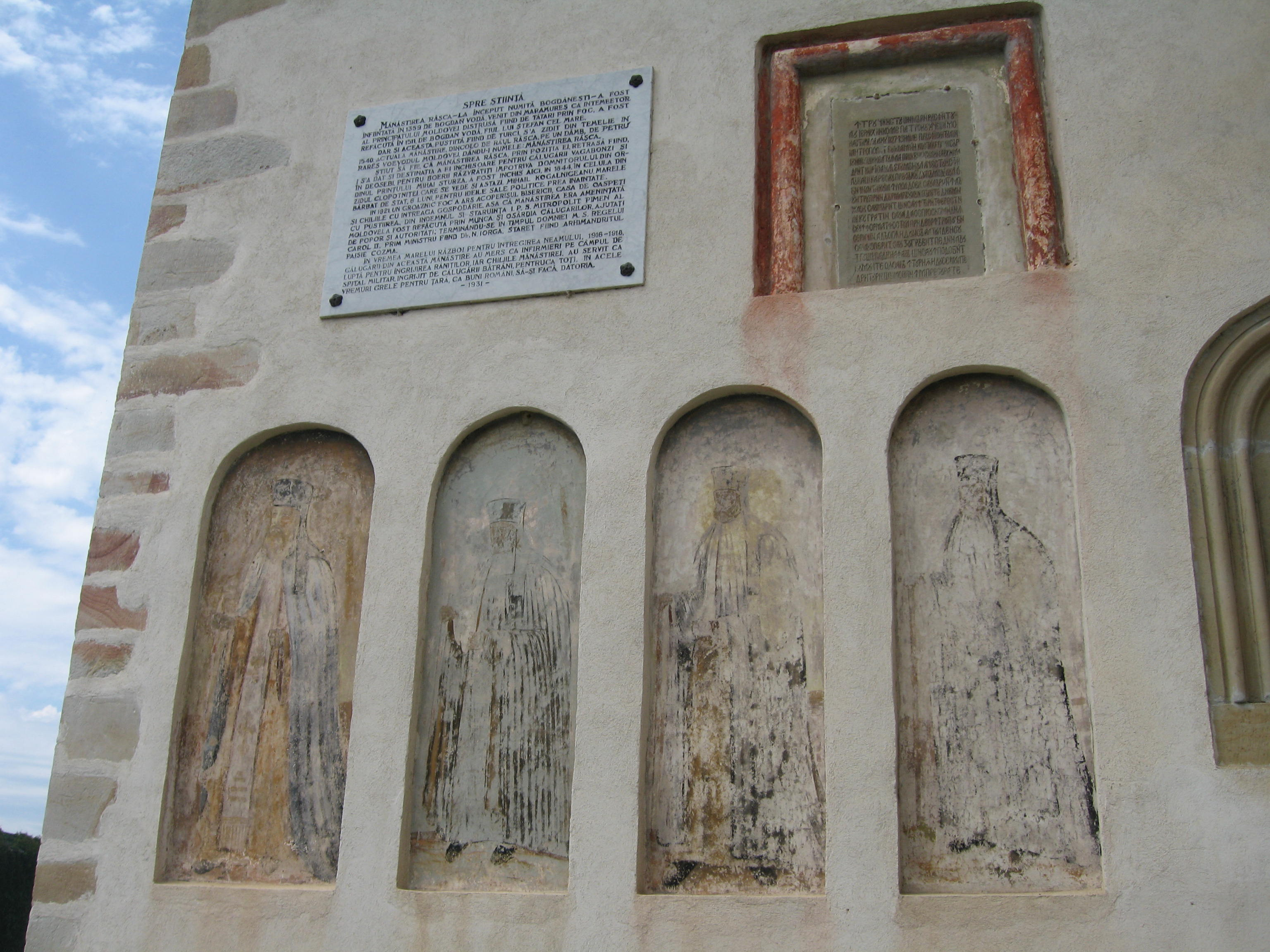

A kolostort (Mănăstirea Râșca) Petru Rareș támogatásával Macarie püspök alapította,  1542-ben épült fel.
Az 1554-ből származó felirat szerint, melyet a templom oltárrészén találtak meg faliképeinek mestere Sztamatelosz Kotronész, Zakinthosz szigetéről származó görög volt, de a képek ikonográfiai rendszerének kialakítása bizonyára Macarie püspök útmutatásai szerint történt.
Az épületegyüttes eredeti alakját a későbbi építkezések erőteljesen megváltoztatták, és a helyreállítások során, mint például 1827-ben csaknem elvesztette középkori jellegét is.
A kolostor legjelentősebb építészeti része a középkori templom, melynek a külső homlokzatán levő néhány freskó még napjainkban is látható, például a nyugati részen az utolsó ítélet, valamint a déli mellékszentély oldalán a paradicsomi létra jelenete maradt fenn. Bár később ezeket is átfestették, majd az avatatlan felújítások során sokat veszítettek a képek művészi értékükből.
A képek közül torzításoktól mentesen a templombelsőben  lévő freskók, így  Petru Rareș fejedelemnek és családjának képe sem mentes.
Alexandru Lăpușneanu (1552-1561), és (1564-1568) a fejedelem édesanyjának Anasztáziának a síremléke viszont épségben fennmaradtak.

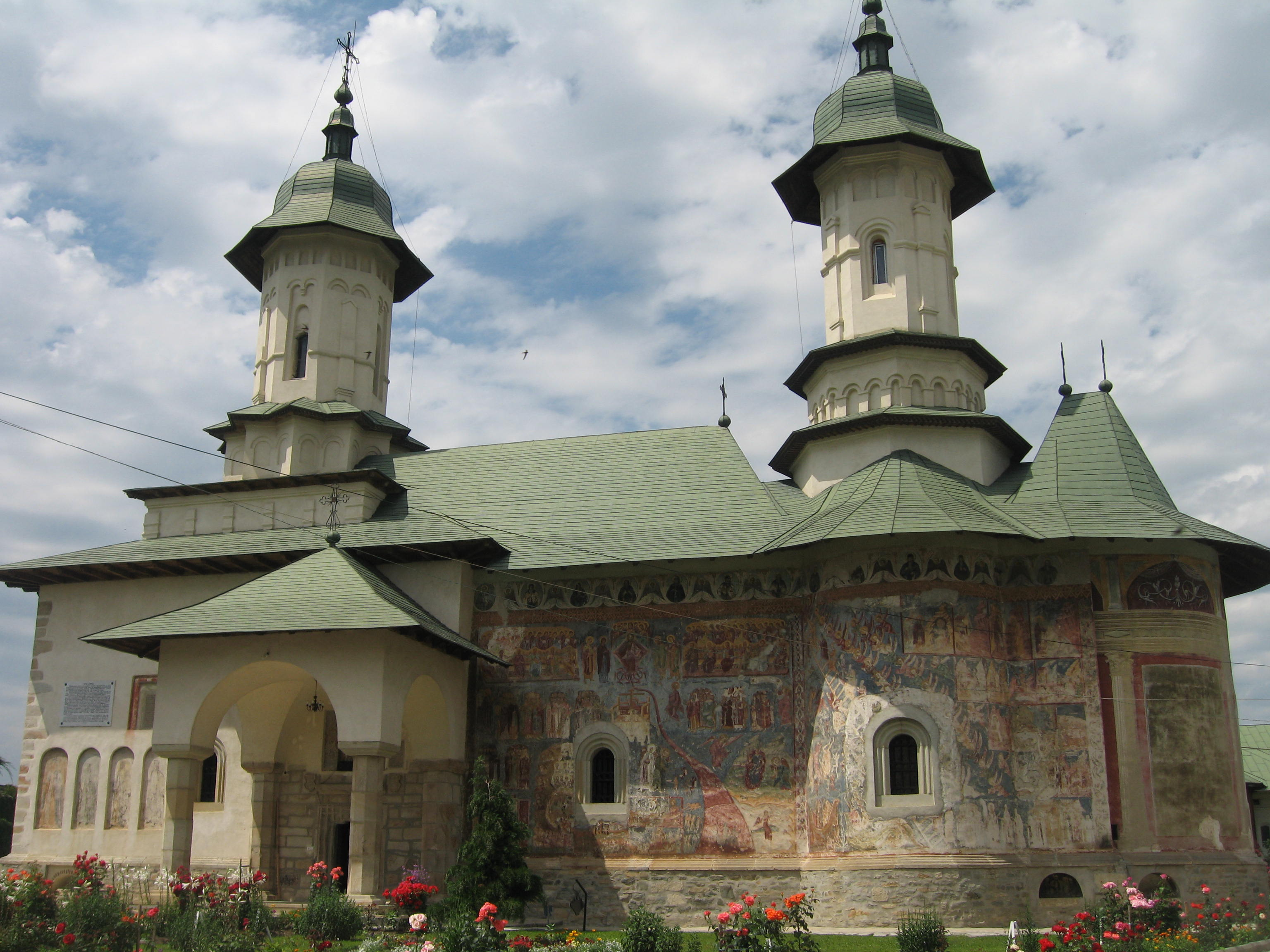

A kolostor falai között egykor számottevő irodalmi tevékenység folyt. A 16. század elején Macaria püspöke itt írta az alapító fejedelem uralkodásának krónikáját, amelyben a szerző - tanúsítva bizánci műveltségét - Petru Rareș fejedelemnek a lengyelekkel vívott küzdelmét tette színesebbé a trójai háború motívumaival.
A kolostorban a későbbiekben is éltek kiváló írók. 1844-ben például a harangtoronyban lakott az ide száműzött Mihail Kogălniceanu (1817-1891), a neves történész és államférfi.

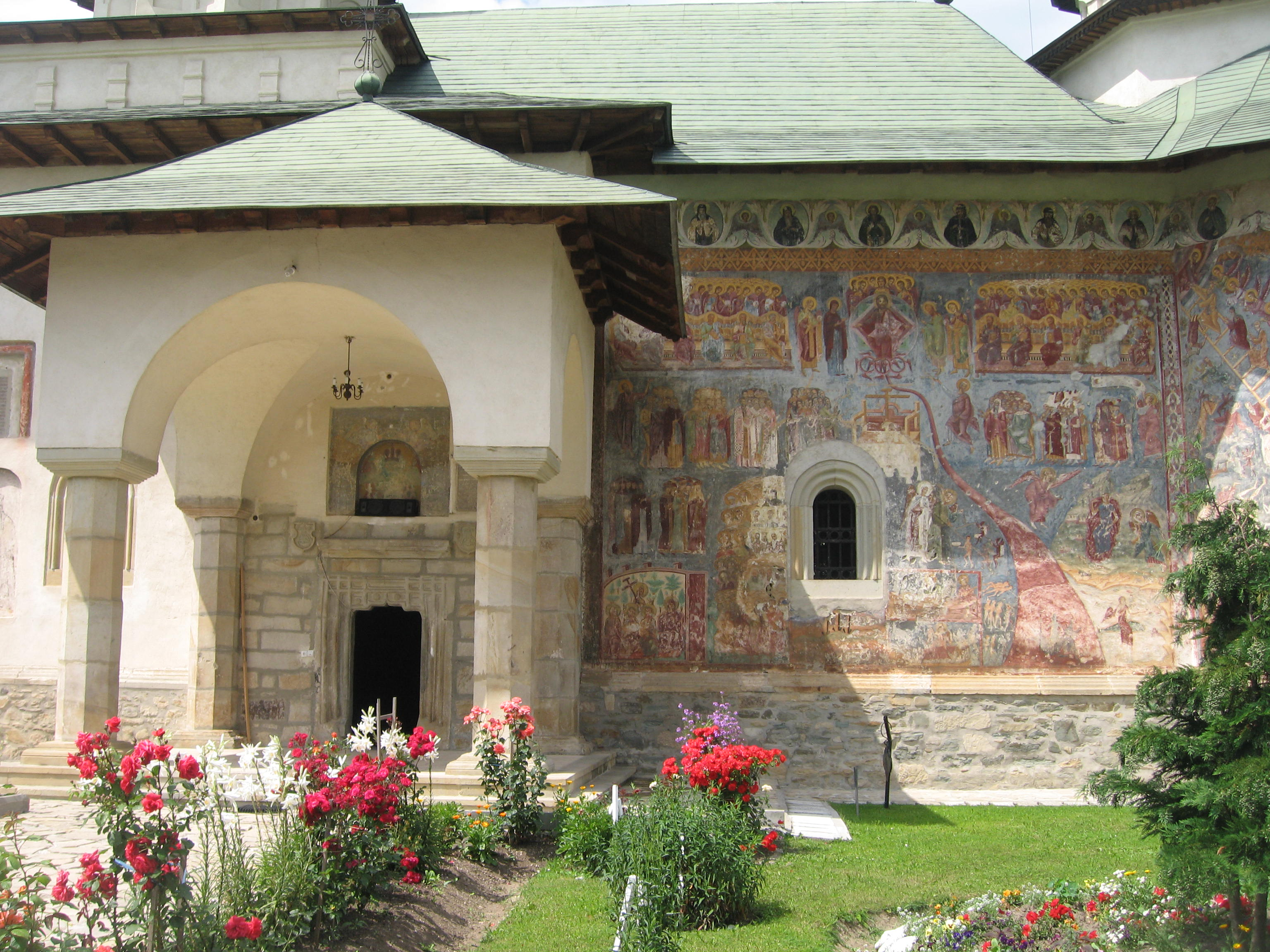
A kolostor külső freskói

## Galéria

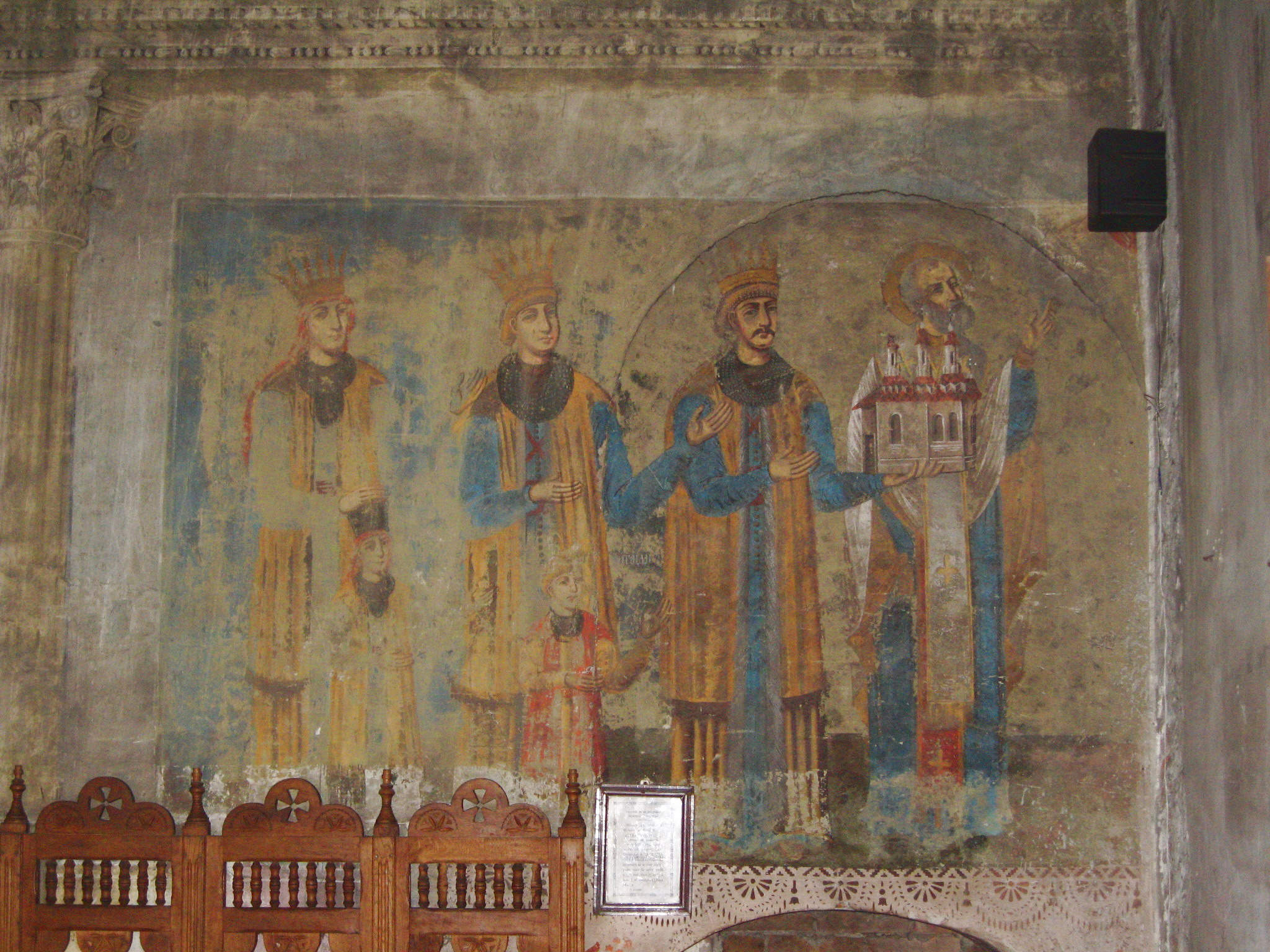
Râșca
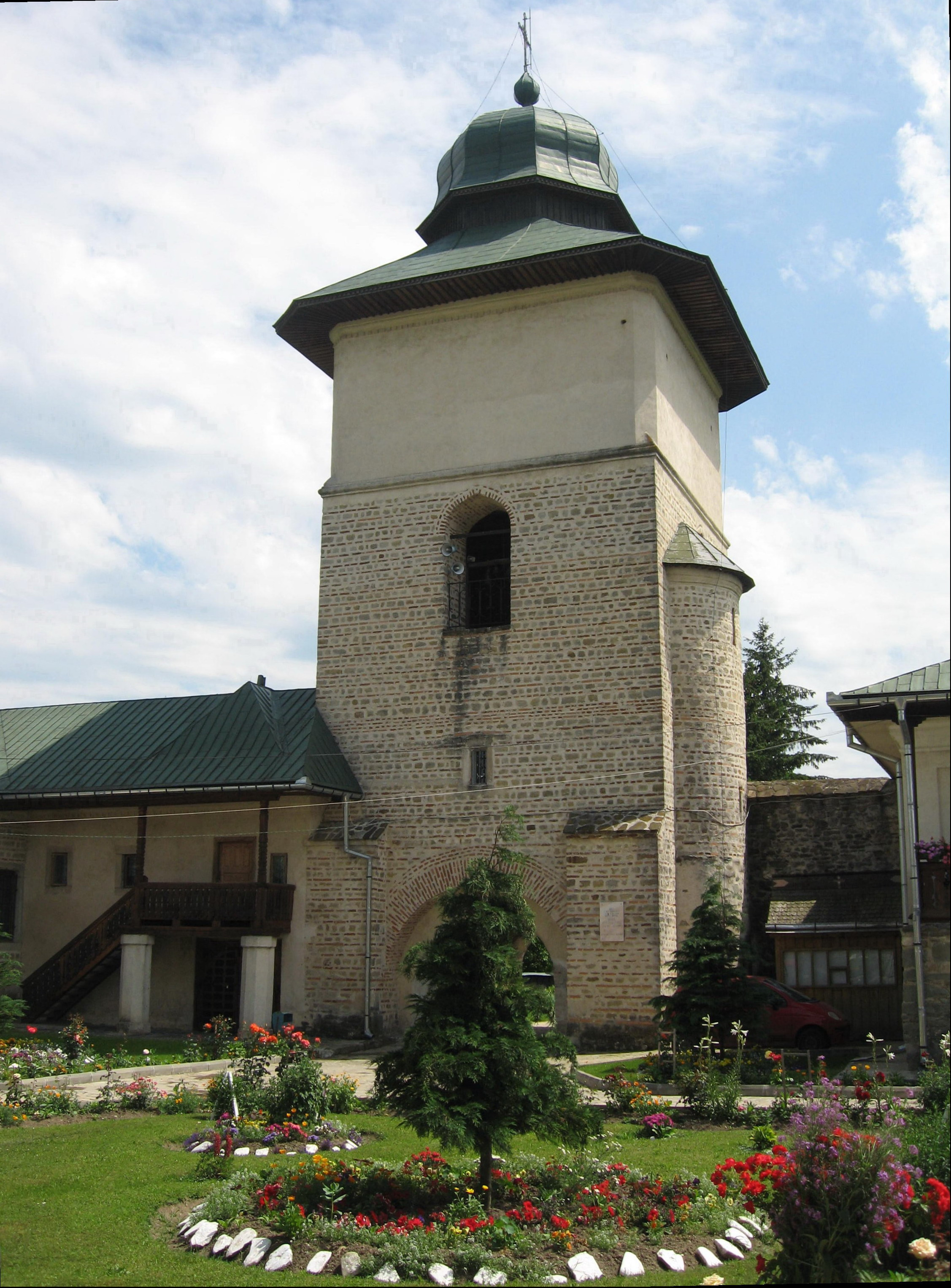
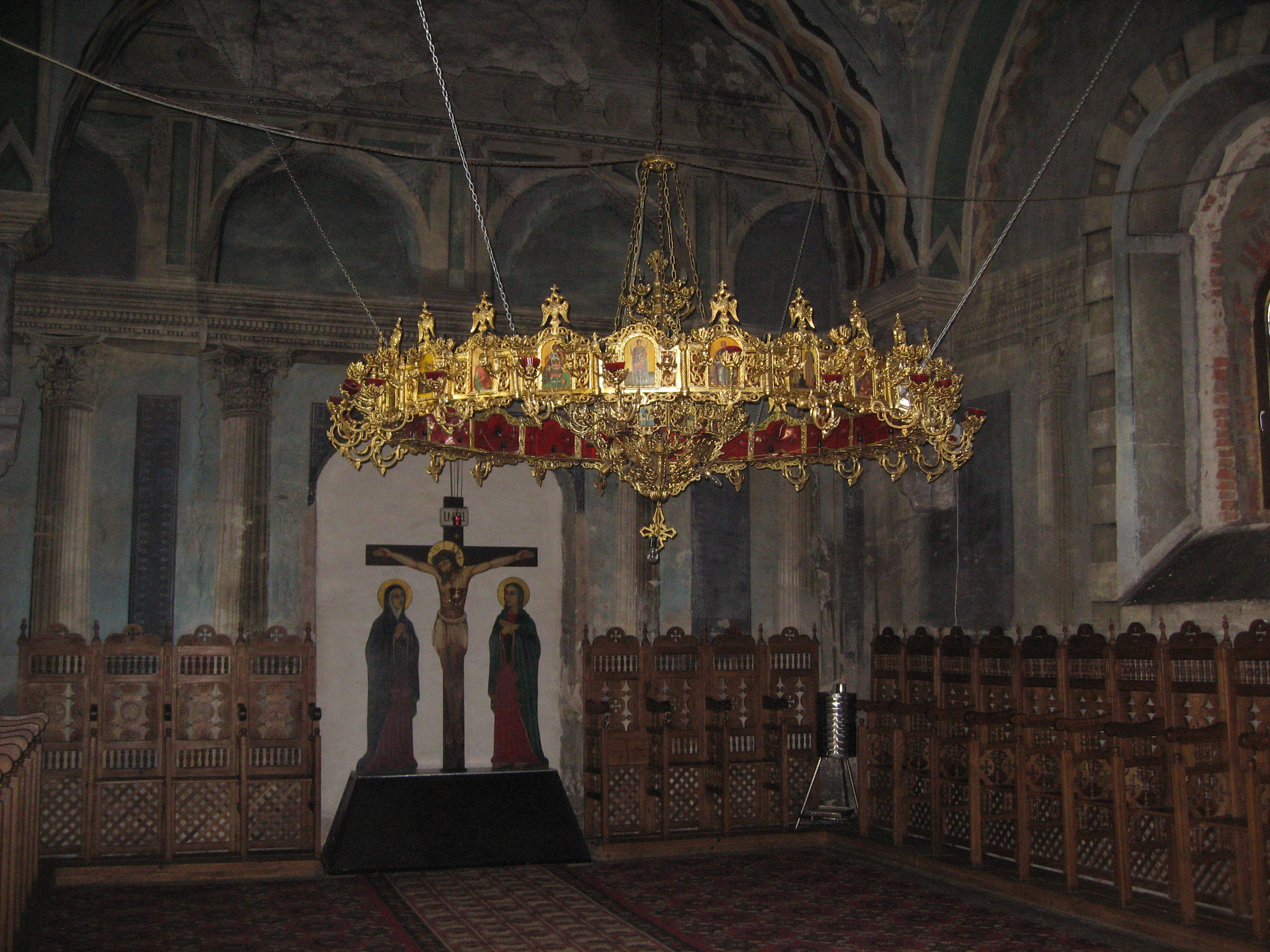
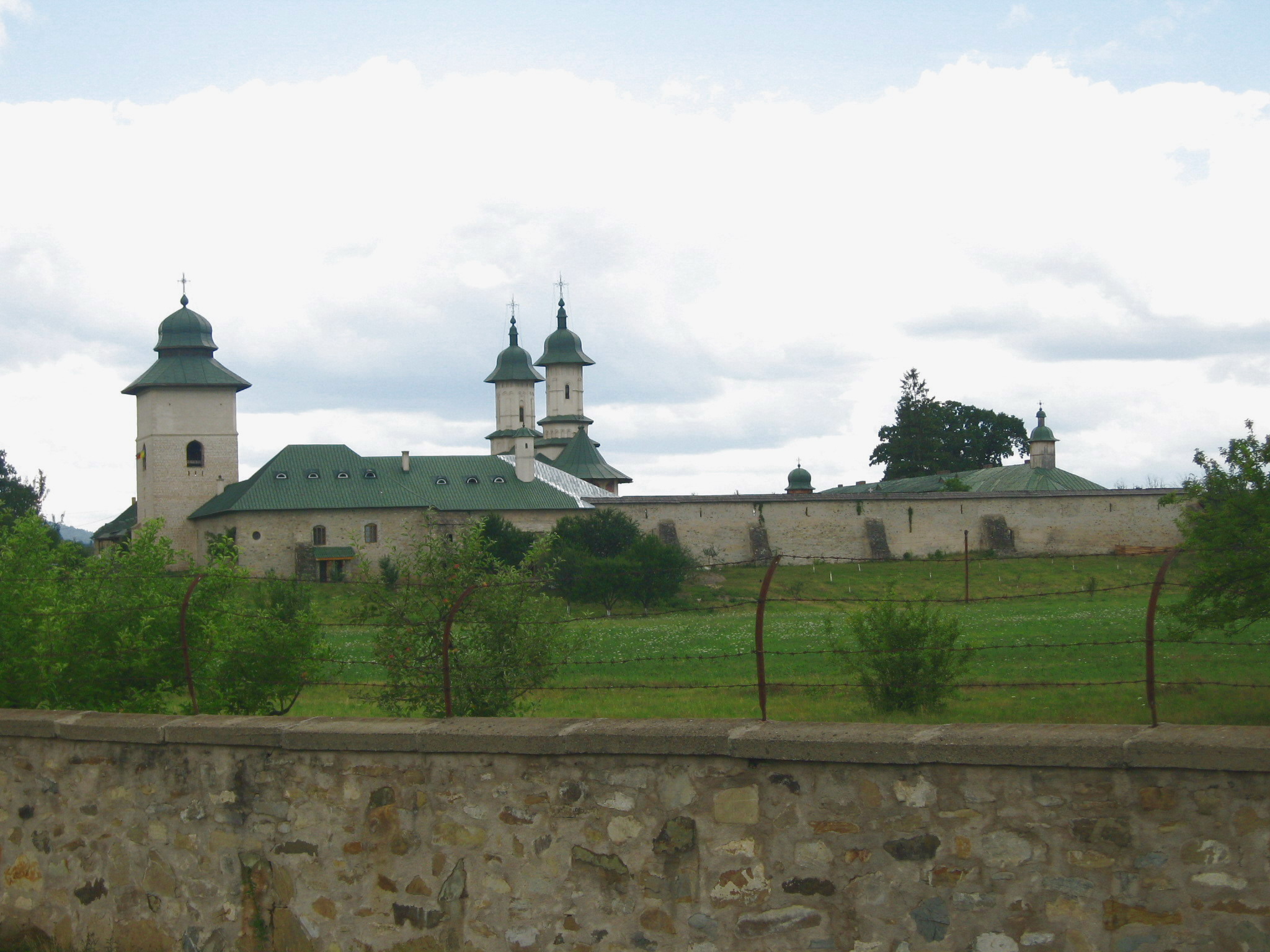
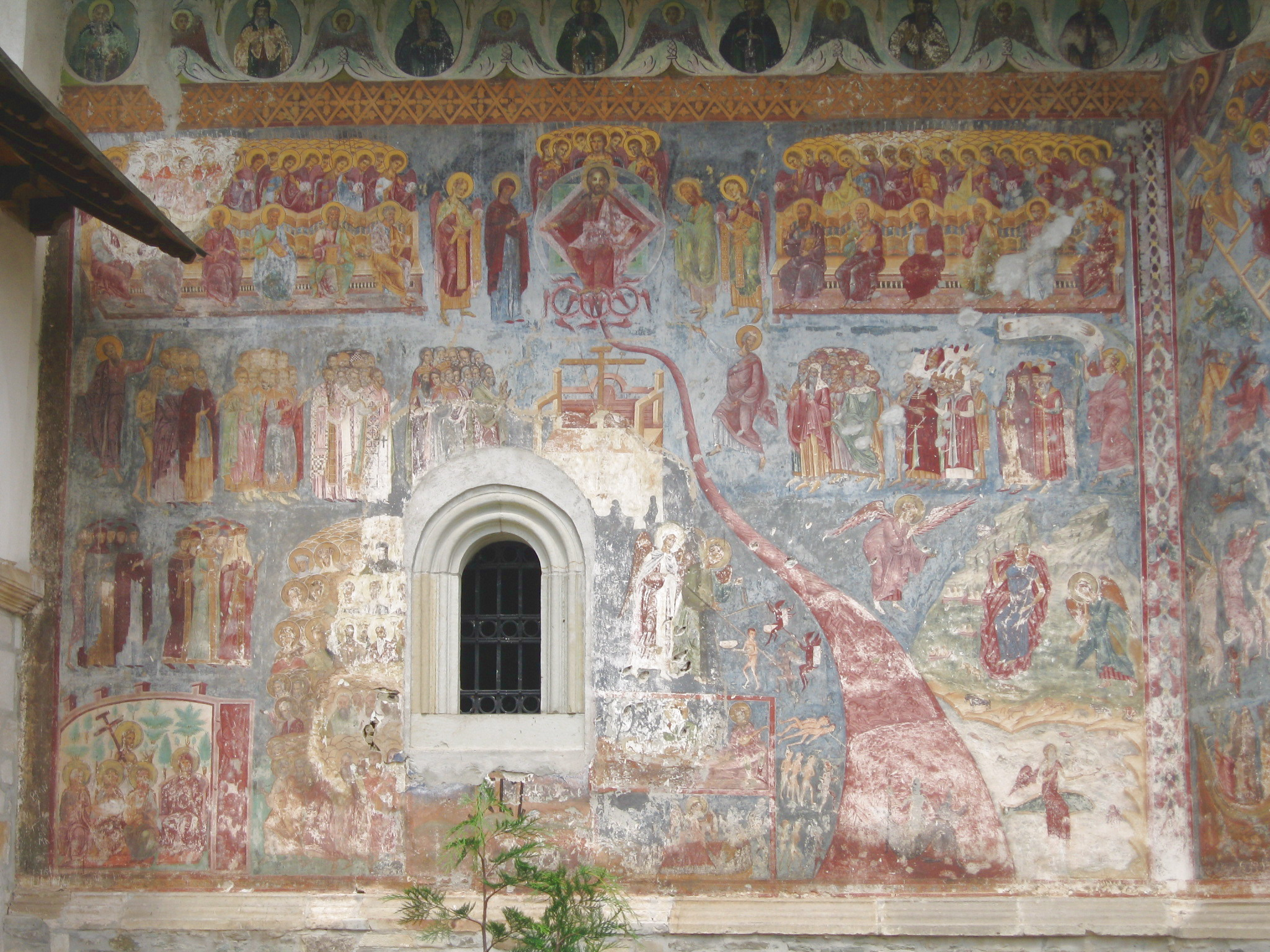
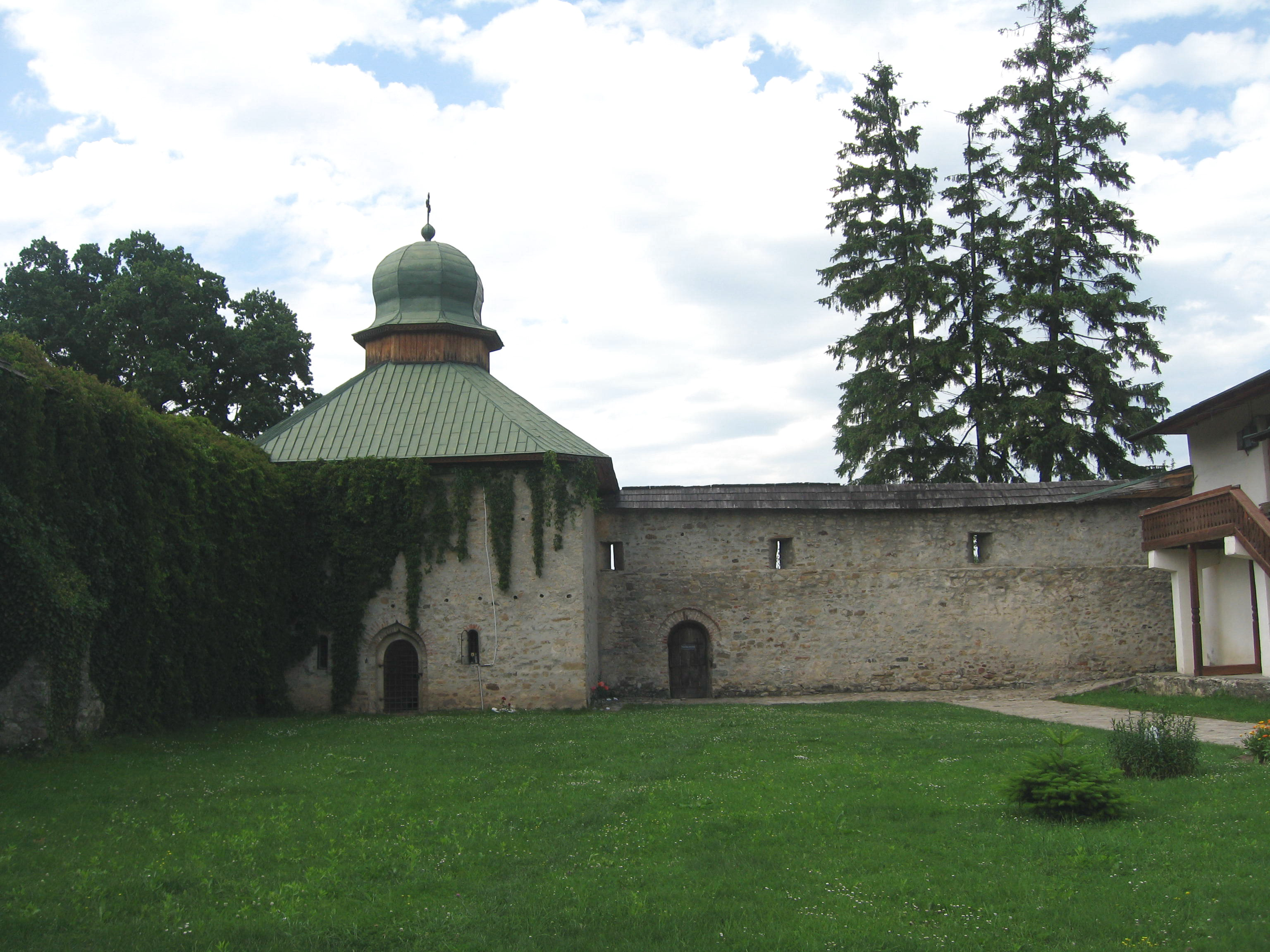
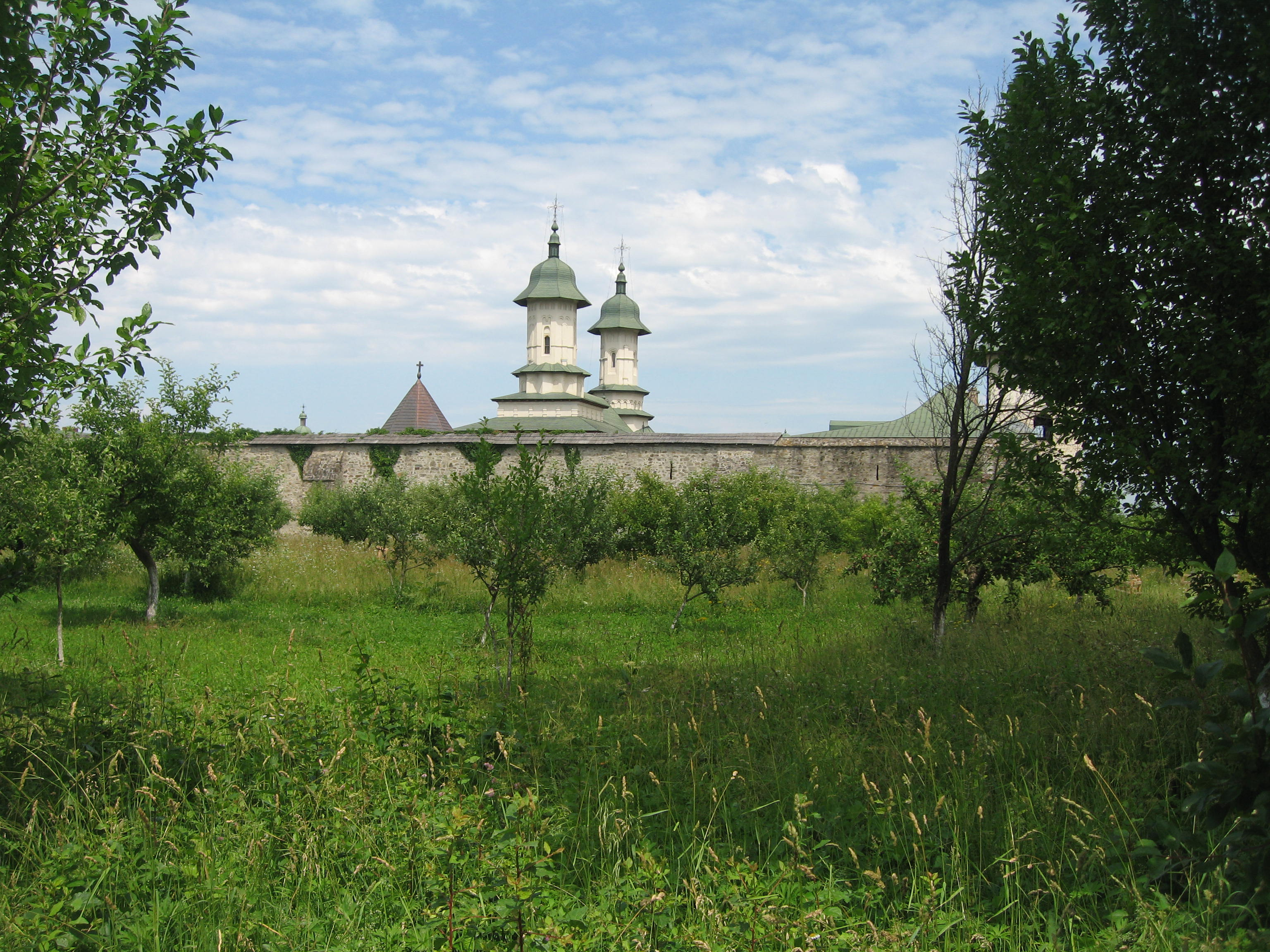
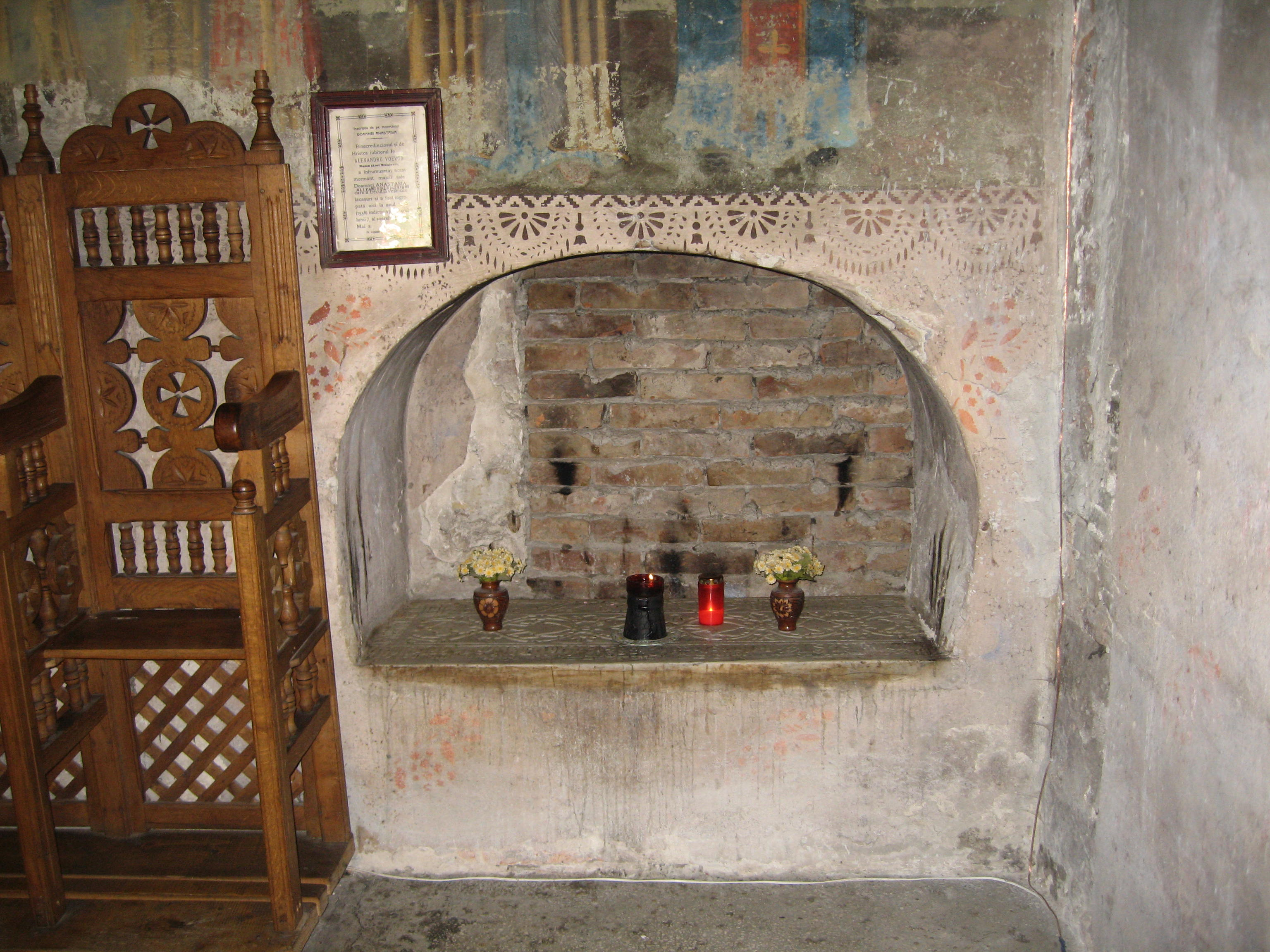